# مایکل لاسا
 مایکل لاسا (عبری: מיכאל סלע‎؛ زادهٔ ۲ مارس ۱۹۲۴ – ۲۷ مهٔ ۲۰۲۲) یک یهودی اهل اسرائیل بود.
وی همچنین برنده جوایزی همچون جایزه اسرائیل شده بود.